# Великі сподівання (фільм, 1946)
«Великі сподівання» (англ. Great Expectations) — британська екранізація однойменного роману Чарльза Дікенса, поставлена 1946 року Девідом Ліном. Вважається еталоном екранізації літературного твору і чи не найкращим фільмом за мотивами творів Дікенса. 1999 року Британський інститут кіно включив «Великі сподівання» до п'ятірки найкращих фільмів в історії національного кінематографа.

## Сюжет
Заплутаний сюжет роману у фільмі зведено до кількох основних ліній.
Сільський хлопчик-сирота на прізвисько Піп живе в будинку своєї старшої сестри місис Гарджері та її чоловіка Джо, коваля за професією. Піп і Джо постійно відчувають на собі круту вдачу зарозумілої й деспотичної жінки, що робить їх товаришами з нещастя і найкращими друзями.
Одного разу, відвідуючи могилу батьків, Піп зустрічає на цвинтарі моторошного каторжанина. Піддавшись на його погрози, хлопчик приносить йому з дому їстівні припаси та напилок, щоб той зміг позбутися кайданів. Вже наступного дня каторжник на очах у Піпа потрапляє до рук поліції. Хлопчик жестами дає йому зрозуміти, що не причетний до його затримання. Своєю чергою, щоб хлопцеві вдома не влетіло за зникнення їжі, спійманий втікач оголошує у присутності поліції, що це він вчинив крадіжку у будинку коваля. Подальша доля нещасного чоловіка Піпу невідома.
Міс Гевішем, літня і дуже заможна дама, вже багато років як відгородилася від світу (і навіть від сонячного світла) у стінах свого величезного особняка. У пошуках товариша для ігор своєї прийомної дочки Естелли вона зупиняє свій вибір на Піпі. Хлопчик відразу закохується в зарозумілу красуню, виховану так, щоб розбивати чоловічі серця. Відтоді Піпом опановує практично неможлива для нього мрія стати джентльменом, щоб досягти рівного з Естеллою суспільного становища. Через деякий час міс Гевішем розлучає їх, відправляючи Естеллу вчитися у французький пансіон.
Минають роки. Піп працює в кузні під керівництвом Джо. Якось до їхньої кузні заходить адвокат Джеггерс, який повідомляє, що його клієнт, який побажав залишитися невідомим, хоче забезпечити Піпа «блискучим майбутнім», для чого той має вирушити до Лондона і стати джентльменом. Хлопець швидко освоюється в столиці та вливається у вище товариство. У своєму новому статусі він знову зустрічає Естеллу, яка подорослішала і стала ще красивішою, світле почуття до неї розгорається в його грудях з новою силою. Піп наївно вважає, що до планів міс Гевішем входить його одруження з Естеллою. Йому невтямки, що кошти на його розкішне життя надає зовсім не міс Гевішем, а той самий каторжанин, якому він колись простяг руку допомоги.

## У ролях
- Джон Міллз[en] — дорослий Піп
- Валері Гобсон[en] — доросла Естелла
- Ентоні Вейджер[en] — Піп у дитинстві
- Джин Сіммонс — Естелла в дитинстві
- Бернард Майлз[en] — Джо Гарджері
- Френсіс Л. Салліван[en] — Містер Джеггерс
- Мартіта Гант[en] — міс Гевішем
- Фінлі Каррі[en] — Ейбел Мегвіч
- Алек Гіннесс — дорослий Герберт Покет
- Джон Форрест — Герберт Покет у дитинстві
- Фріда Джексон[en] — місис Джо Гарджері
- Айвор Барнард[en] — містер Веммік
- Торін Тетчер[en] — Бентлі Драммл
- Ейлін Ерскін[en] — Бідді

## Робота над фільмом
Сценарій фільму народився з п'єси за участю тих самих акторів — Алека Гіннеса (Герберт Покет) та Мартіта Гант (міс Гевішем). Ця постановка переконала Девіда Ліна в можливості без істотних втрат скоротити кількість персонажів та сюжетних ліній роману. Підготовкою сценарію завідував він сам. На думку Р. Еберта, творцям стрічки вдалося вмістити у 2-годинний хронометраж весь потенціал 525-сторінкового роману. Песимістичний фінал книги пом'якшено на догоду публіці, критиці буржуазного суспільства теж не знайшлося місця у фільмі, зате у відносини Піпа з Гербертом Покетом додано елемент легкої гомоеротики.
Фільм «Великі сподівання» вперше познайомив широку публіку зі знаменитими згодом акторами Алеком Гіннесом та Джин Сіммонс. У ролі 20-річного Піпа режисер бачив лише 38-річного Джона Міллза з його прямодушним, відкритим обличчям. Багатьох сучасних глядачів шокує поява немолодого актора в ролі юного Піпа. Не менш спірним вважають запрошення 30-річної Валері Гобсон на роль 17-річної Естели.

## Успіх
Вихід фільму зустріли прихильними рецензіями по обидва боки Атлантики. Оператора та художника-постановника відзначено премією «Оскар»; крім того, стрічка отримала номінації в категоріях «найкращий фільм», «найкраща режисура» та «найкращий сценарій». Натхненний успіхом, Лін взявся за постановку іншого роману Дікенса — «Олівера Твіста». Відтоді ініціативу в екранізації творів англійського класика в Голлівуду перехопили англійці.
На думку Р. Еберта, сцени на цвинтарі на початку стрічки вплинули на естетику корманівського горору, а сцени в будинку міс Гевішем надихали Біллі Вайлдера під час роботи над декораціями класичного нуару «Бульвар Сансет» (1950).

## Оцінки

### Критика
Річард Віннінгтон із News Chronicle писав: «Дікенса ніколи раніше не екранізували так продуктивно».
Критик Роджер Еберт зазначив, що картина «найвизначніша з усіх екранізацій Дікенса».
На сайті Rotten Tomatoes фільм має рейтинг 100%, на підставі 27 рецензій критиків, із середнім балом 8.4 із 10.

### Каса
1947 року картина стала третім за популярністю фільмом у британському прокаті та найпопулярнішим фільмом у канадському прокаті 1948 року.